# Elton Mayo
George Elton Mayo (1880–1949) foi um psicólogo australiano, professor  sociólogo e pesquisador das organizações. Como professor da Harvard Business School, entre 1923 e 1926 realizou a destacada pesquisa que popularizou-se como Hawthorne Studies, revelando a importância de considerar os fatores sociais que poderiam influenciar uma situação de trabalho, tornando-se reconhecido por esses experimentos.
Elton Mayo supervisionou uma experiência em uma fábrica da Western Electric Company, localizada em Hawthorne, distrito de Chicago, nos Estados Unidos. Esta experiência caracterizou-se como um movimento de resposta e visava democratizar a administração nas frentes de trabalho das indústrias, aliado ao desenvolvimento das ciências humanas – psicologia e sociologia, dentre outras – e as conclusões da Experiência de Hawthorne fez brotar a Teoria das Relações Humanas.

## Experiência Hawthorne
A Experiência Hawthorne tinha por objetivo inicial estudar a fadiga, os acidentes, a rotatividade de pessoal, e o efeito das condições físicas de trabalho sobre a produtividade dos empregados. Essa experiência foi também motivada por um fenômeno apresentado de forma severa à época na fábrica: conflitos entre empregados e empregadores, apatia, tédio, a alienação, o alcoolismo, dentre outros fatores que tornavam difícil a convivência nas organizações.
Esta experiência, na sua primeira fase, pretendia confirmar a influência dos níveis de iluminação sobre o desempenho dos operários. Dentre os resultados, os observadores não encontraram correlação direta entre as variáveis, o que implicou uma não comprovação do objetivo inicial, mas somente uma preponderância do fator psicológico ao fisiológico. 
Na segunda fase, ocorreu o desenvolvimento dos seguintes campos: social, gerado pelo trabalho em equipe; e de liderança: gerado pelos objetivos comuns. As condições da sala experimental permitiam que se trabalhasse com liberdade e menor ansiedade: supervisão branda (sem temor ao supervisor, que passou a desempenhar o papel de orientador); ambiente amistoso e sem pressões, proporcionando um desenvolvimento social e a integração do grupo. 
Seguiu-se à terceira fase, na qual foi verificada, por meio do Programa de entrevistas (que consista em entrevistas com os empregados para conhecer suas opiniões e sentimentos), a existência de uma organização informal de operários, onde a lealdade e a liderança de certos funcionários em relação ao grupo foi observada; verificou-se também, dentro dessa união informal dos trabalhadores, regras próprias de procedimento, que incluíam punições informais aplicadas pelo grupo contra membro infrator como, por exemplo, exclusão de eventos sociais.
Por terem tido esses resultados grande aprovação criou-se a Divisão de Pesquisas Industriais. Consequentemente veio a quarta fase, cujo foco de observação foi a igualdade de sentimentos entre os membros do grupo e a relação de organização formal e informal, que tinha por finalidade a proteção contra o que o grupo considerava como ameaças da administração da empresa na qual trabalhavam.
As conclusões da experiência foram:
- Nível de produção é resultante de Integração Social: é a capacidade social do trabalhador que estabelece o seu nível de competência e eficiência; quanto mais integrado socialmente no grupo de trabalho, tanto maior será a disposição de produzir;
- Comportamento Social dos empregados: verifica-se que o comportamento do indivíduo está apoiado totalmente no grupo. Os trabalhadores não agem ou reagem individualmente, mas como membros de um grupo. Amizade e agrupamento social devem ser considerados aspectos relevantes para a administração;
- Recompensas e Sanções sociais: são simbólicas e não-materiais, porém influenciam decisivamente a motivação e a felicidade do trabalhador. As pessoas são motivadas pela necessidade de "reconhecimento", de "aprovação social" e "participação". A motivação econômica é secundária na determinação da produção do empregado;
- Grupos Informais: definem suas regras de comportamento, suas formas de recompensas ou sanções sociais, punições, seus objetivos, sua escala de valores sociais, suas crenças e expectativas, que cada participante vai assimilando e integrando em suas atitudes e comportamento;
- As Relações Humanas: são as ações e atitudes desenvolvidas pelos contatos entre as pessoas e o grupo de forma que haja um ambiente onde cada pessoa é encorajada a exprimir-se livre e sadiamente. Cada indivíduo procura ajustar-se às demais pessoas do grupo para que seja compreendido e tenha participação ativa, a fim de atender seus interesses e aspirações;
- A Importância do Conteúdo do Cargo: o conteúdo e a natureza do trabalho têm enorme influência sobre o moral do trabalhador, tornando-o produtivo ou desmotivado; trabalhos repetitivos tendem a ser monótonos, maçantes e afetam negativamente as atitudes do trabalhador, e reduzem sua eficiência;
- Ênfase nos aspectos emocionais: é a preocupação com as emoções e sentimentos dos funcionários. Elementos emocionais, não-planejados e até mesmo irracionais do comportamento humano devem ser considerados dentro da organização.

Após esse estudo, a empresa passou a ser visada também como um conjunto de indivíduos e de relações de interdependências que estes mantêm entre si, em função de normas, valores, crenças e objetivos comuns e de uma estrutura tecnológica subjacente, reforçando o discurso de que o homem social é um ser complexo, que ao mesmo tempo é condicionado pelos sistemas sociais em que se insere e também é motivado a agir por necessidades de ordem biológica e psicossocial; e que os valores orientadores do comportamento de cada indivíduo são, de um lado, derivados das necessidades que constituem a fonte de valores sociais; de outro transmitidos ao indivíduo pelos sistemas sociais que participa. Assim, concluiu-se que: motivado pela organização mediante a satisfação de suas necessidades, o indivíduo não focaliza o "salário ou benefícios financeiros" como ponto central, mas a remuneração no ciclo motivacional é um componente integrante.
Para Elton Mayo: O conflito é uma chaga social, a cooperação é o bem-estar social. Conclui-se que: comprovada a existência de uma organização informal, a Experiência de Hawthorne contrapõe o comportamento social do empregado ao comportamento do tipo máquina, proposto pela Teoria Clássica, abrindo assim portas para um novo campo de abordagem da administração: as Relações Humanas.